# 夏基
夏基（Þjazi，Thiazi，Thjazi，Thiassi，蒂阿兹），在北歐神話中，是一名山巨人，他是 歐爾瓦第（Allvaldi）之子，絲卡蒂（Skadi）的父親。《散文埃達》中記載他曾經挾持過青春女神伊登（Idun）。他住在約頓海姆（Jothuheim）裡一處叫索列姆海姆（Thrymheim）的地方。

## 傳說事蹟
一天，奧丁（Odin）和洛基（Loki）和海尼爾（Honir）三人正在戶外烤肉，但是怎樣都無法將肉烤熟，這時山巨人夏基（Thiazi）變成的鷲鷹停在附近的樹上，夏基告訴奧丁三人是他施法讓肉烤不熟的，如果能分他一些肉的話，才要解除法術。奧丁三人只好同意。
但是洛基不滿夏基的行為，當夏基飛下來拿走肉時，他便舉起木棍追擊，但棍子不知為何卻黏在鷲鷹的尾部，洛基因此連人帶棍都被拖走了。雖然洛基表示願意將所有的牛肉送給夏基，但是夏基告訴洛基想要恢復自由的話，就要將伊登女神和青春蘋果拿來交換。洛基之後回到神之國度阿斯嘉特（Asgard），趁諸神不注意的時，把伊登騙到戶外，夏基再次變成鷲鷹抓走伊登。
伊登女神掌管著可以讓諸神長生不老的青春蘋果，所以當諸神開始衰老，他們才發現事情不對勁。諸神將洛基抓起來，威脅要他說出伊登的去處。被揪出做了壞事的洛基，只好肩負起救出伊登的任務，洛基表示如果弗蕾亞借他老鷹的羽衣，他願意親自把伊登找回來。因此弗蕾亞借了「鷹羽衣」給洛基，洛基化作老鷹飛到夏基的住處，趁夏基外出且伊登獨自一人時，將女神變成一顆核果藏在身上，帶著她逃出索列姆海姆。憤怒的夏基第三次化作鷲鷹追了上來，洛基朝著阿斯嘉特疾飛而去，夏基在後面窮追不捨，諸神在阿斯嘉特門邊堆積起非常高的薪材，洛基見狀就立刻掠過薪堆，飛進阿斯嘉特，夏基想在老鷹飛入阿斯嘉特前把牠抓住，因而，俯衝向洛基趕去。當他趕到薪堆上的時候，諸神一起點火，將疾飛到阿斯嘉特的夏基給燒死。
絲卡蒂得知父親被殺死，憤怒的全副武裝來到阿斯嘉特（Asgard），諸神同意完成她開出的要求才得到絲卡蒂的諒解，另外奧丁還將夏基的雙眼放到天空作為星星當作補償。